# Tridihexethyl
Tridihexethyl (thường được sử dụng làm muối chloride của nó, tridihexethyl chloride) là một loại thuốc chống cholinergic, kháng muscarinic và thuốc chống co thắt. Nó có thể được sử dụng, thường là kết hợp với các loại thuốc khác, để điều trị chứng giật nhãn cầu mắc phải  hoặc bệnh loét dạ dày tá tràng. Nhiều bệnh nhân ngừng thuốc vì tác dụng phụ không mong muốn.
Nó còn được gọi là Pathilon hoặc Propethonum.